# بیل

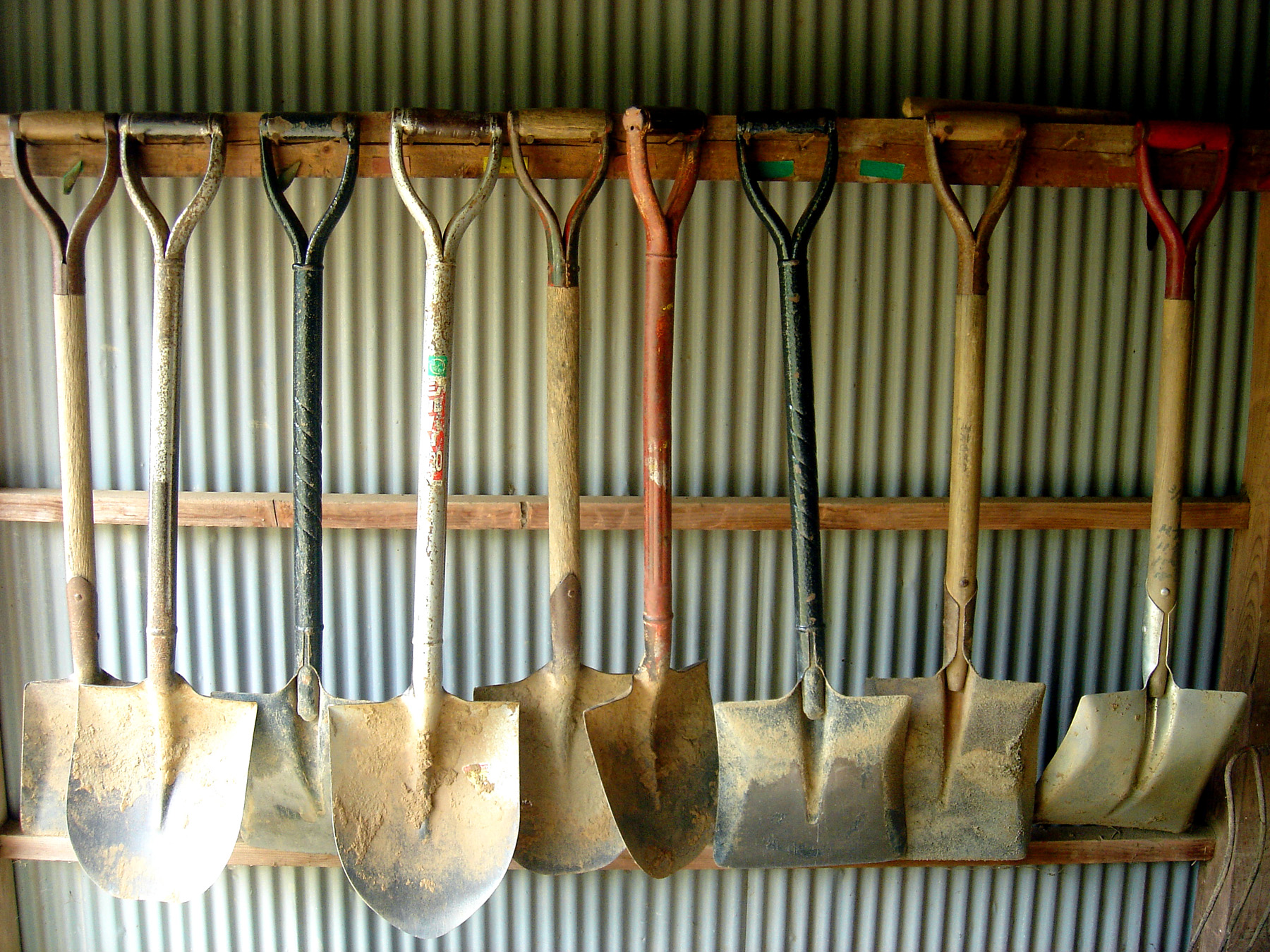
انواع بیل

بیل (به انگلیسی: Shovel) یک ابزار دستی است. می‌تواند یکپارچه باشد؛ اما معمولاً از دو قطعه ساخته می‌شود؛ یعنی یک صفحه فولادی (بیل) و یک دسته چوبی که قابل تعویض است. معمولاً صفحه بیل، دارای یک گلویی، برای سوار کردن دسته است. قطعه دسته معمولاً عمر کوتاه‌تری دارد و تعویض می‌شود. دسته بیل‌ها معمولاً بلندتر از ۱٫۵۰ متر و بیشتر از جنس چوب هستند.
بیل بیشتر در کار ساختمانسازی و باغبانی بکار می‌رود. از بیل برای کندن زمین یا برداشتن گِل، خاک، کود و … سود می‌برند.
بسته به کاربرد، بیلها در انواع مختلفی تولید می‌شوند.

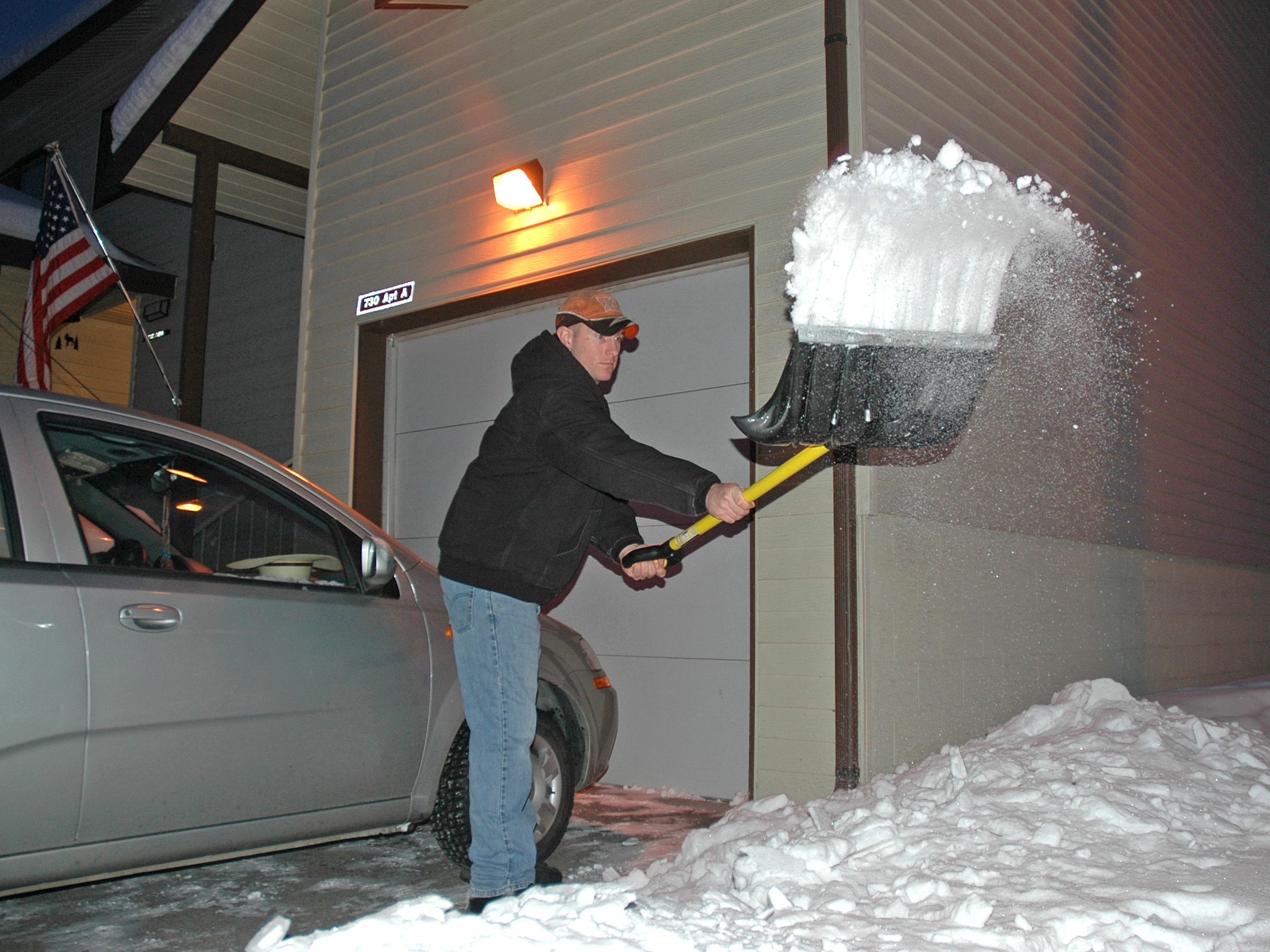
بیل برف روبی (پارویی)

## تاریخچه

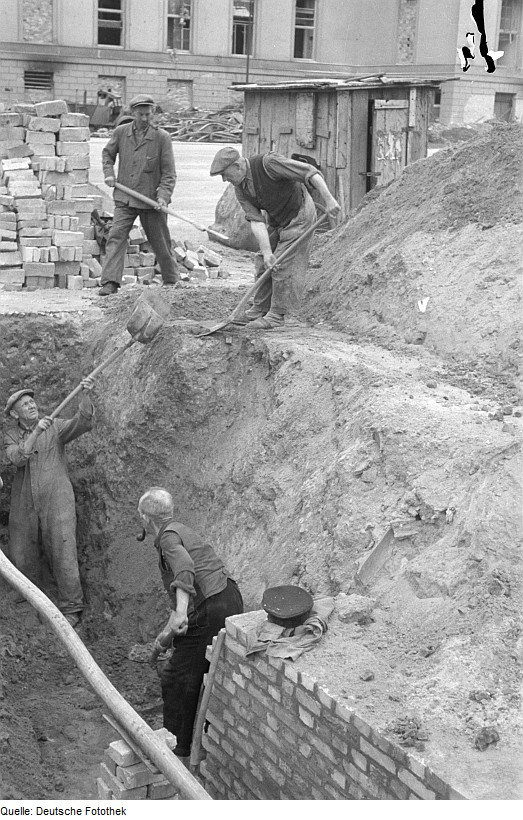
کارگران در حال استفاده از بیل

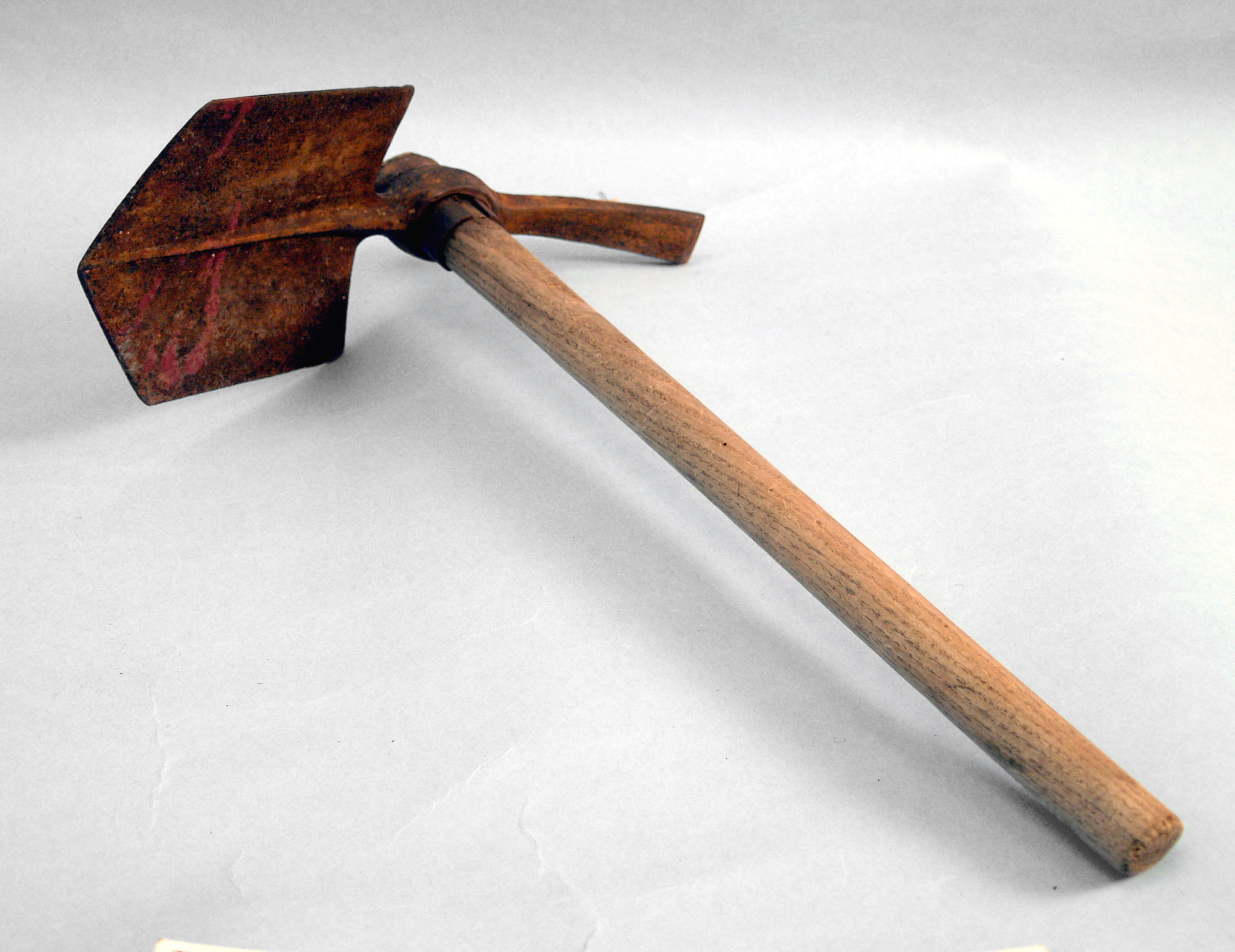
در سال ۱۹۰۸، نوعی بیل به نام بیل سنگر توسط بریتانیا ساخته شد.

در دوران نوسنگی و پیش از آن، کتف حیوانات بزرگ اغلب به عنوان نوعی بیل یا بیلچه ابتدایی استفاده می‌شد. بیل‌ها در آن زمان اغلب برای کشاورزی به کار می‌رفتند.
اختراع بعدی بیل‌های ویژه‌ساز، گامی انقلابی در این زمینه بود. تا پیش از مکانیزه شدن با استفاده از بیل‌های بخار و سپس تجهیزات هیدرولیک مانند بیل مکانیکی، بیل بکهو و لودرها، حفاری در ساخت‌وساز عمدتاً با بیل دستی و در ترکیب با کلنگ انجام می‌گرفت. همین روند در تاریخ معدنکاری، استخراج از معدن سنگ و جابه‌جایی انبوه مواد در صنایعی مانند فولادسازی و بارگیری کشتی‌ها نیز صادق بود. واگن‌های قطار و  انبار کشتی‌ها که حاوی سنگ معدن، زغال‌سنگ، شن، ماسه یا غلات بودند، اغلب با بیل دستی بارگیری و تخلیه می‌شدند. این صنایع همیشه منحصراً به این روش متکی نبودند، اما کار با بیل دستی بخشی فراگیر از آن‌ها به‌شمار می‌آمد. تا دههٔ ۱۹۵۰ میلادی، بیل‌زدن دستی نیازمند تعداد زیادی نیروی انسانی بود. گروه‌هایی موسوم به «دسته‌های کارگری» برای هرگونه حفاری یا جابه‌جایی انبوه مواد که در هر هفته مورد نیاز بود، به‌کار گرفته می‌شدند و ده‌ها یا حتی صدها کارگر با بیل‌های دستی کاری را انجام می‌دادند که امروزه معمولاً با چند اپراتور ماهر و ماشین‌آلات انجام می‌شود؛ بنابراین هزینه کارگری، حتی در شرایطی که دستمزد هر فرد اندک بود، هزینه‌ای هنگفت برای عملیات به‌شمار می‌رفت. بهره‌وری کسب‌وکار عمدتاً به  بهره‌وری نیروی کار وابسته بود. امروزه نیز چنین است، اما در گذشته بسیار بیشتر چنین بود. در جابه‌جایی صنعتی و تجاری مواد، بیل‌زدن دستی در نهایت با لودرها و بکهوها جایگزین شد.
با توجه به اهمیت و هزینه بالای کار یدی در صنعت اواخر قرن نوزدهم و اوایل قرن بیستم میلادی، «علم بیل‌زدن» موضوعی جالب‌توجه برای توسعه‌دهندگان مدیریت علمی همچون فردریک وینسلو تیلور بود. تیلور، با تمرکز بر مطالعه زمان و حرکت، در تحلیل حرکات مختلف کار یدی فراتر از دیگران رفت. مدیران شاید علاقه‌ای به تحلیل این موضوع نداشتند (شاید از این باور که کار یدی کار ساده و فاقد بُعد فکری است)، و کارگران نیز علاقه‌ای نداشتند تحلیل‌هایی انجام شود که به مدیران اجازه دهد حق تعیین روش کار را از کارگر ماهر بگیرند. تیلور دریافت که نادیده گرفتن بررسی روش‌های بیل‌زدن، فرصتی از دست‌رفته برای کشف یا تدوین بهترین روش‌های ممکن است که می‌توانستند بیشترین بهره‌وری را به همراه داشته باشند. او و همکارانش در دهه‌های ۱۸۹۰ تا ۱۹۱۰ ایده استفاده از بیل‌های گوناگون با اندازه‌های مختلف را ــ بر اساس چگالی مواد ــ گسترش دادند. در مدیریت علمی، دیگر قابل قبول نبود که از همان بیلی که روزی برای زغال قهوه‌ای استفاده شده، فردای آن روز برای شن و ماسه نیز استفاده شود. تیلور اظهار داشت افزایش بهره‌وری کارگر و صرفه‌جویی در هزینه‌های دستمزد، هزینه سرمایه‌ای نگهداری دو بیل را جبران خواهد کرد.
در دوران انقلاب صنعتی دوم در حدود سال ۱۹۰۰، ماشین‌آلات سنگین مانند بیل مکانیکی زنجیردار در دسترس قرار گرفتند.
در سال ۱۹۰۸، نوعی بیل به نام  بیل سنگر توسط بریتانیا ساخته شد. از این بیل‌ها در جنگ جهانی اول و جنگ جهانی دوم توسط آلمان‌ها استفاده شد.

## انواع بیل

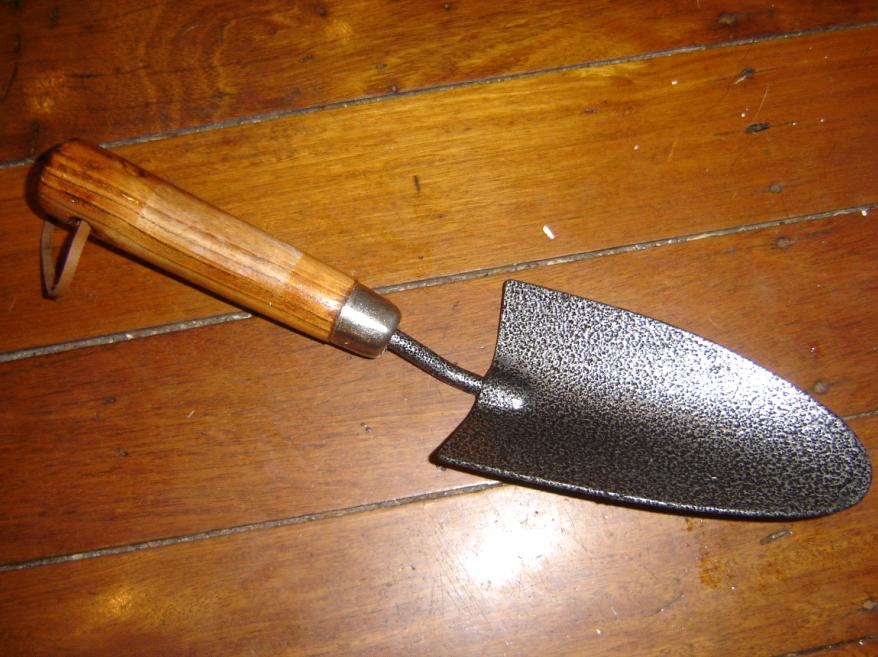
بیلچه باغبانی

بیل در سایزهای مختلف و برای کاربردهای مختلف تولید می‌شود. از اینرو دسته‌بندی آن نیز می‌تواند بر اساس سایز و کاربرد آن باشد. بیل‌ها را از نظر کاربرد می‌توان به چهار نوع زیر تقسیم‌بندی کرد:
1. بیل ساده: این بیل عمومی‌ترین و رایج‌ترین نوع بیل است که در سه سایز و با نمره‌های ۲، ۲٫۵ و ۳ تولید و در بازار عرضه می‌شود.
2. بیل گردن بلند: این بیل دارای گلوی بلند بوده و بیشتر برای کشاورزی و باغبانی کاربرد دارد.
3. بیل پارویی: این بیل دارای تیغه صاف بوده و از نظر ظاهری شبیه پارو است.
4. بیلچه: گونه کوچک‌تر بیل را بیلچه می‌گویند و بیشتر برای کاشت گل استفاده می‌شود.[۱]

### انواع دیگر
| تصویر | نام (و مترادف‌ها در صورت وجود)                 | توضیحات |
| ----- | --------------------------------------------- | --- |
|       | بیل زغالی                                     | معمولاً دارای تیغه‌ای پهن و تخت با لبه‌های عمود و دسته‌ای کوتاه با دستگیره D شکل است. در طول سال‌ها، اندازه‌های مختلفی برای انواع یا درجه‌های مختلف زغال استفاده شده است.                                                                           |
|       | بیل برفی                                      | معمولاً دارای تیغه‌ای بسیار پهن و بدون لبه است که به سمت بالا خمیده و به دسته‌ای کوتاه با دستگیره D شکل متصل شده است. سبک‌های مختلفی موجود است. برخی برای هل دادن برف طراحی شده‌اند و برخی برای بلند کردن آن. تیغه می‌تواند فلزی یا پلاستیکی باشد. |
|       | بیل سورتمه‌ای برف بیل اسکوپ برف بیل لغزنده برف | ابزاری بزرگ و گود به شکل قیف با دسته‌ای پهن به شکل حلقه که برای جمع‌آوری برف و کشیدن آن بدون نیاز به بلند کردن طراحی شده است. |
|       | بیل غله‌ای بیل انباری                          | دارای تیغه‌ای بزرگ و پهن از جنس آلومینیوم یا پلاستیک که به دسته‌ای کوتاه از چوب سخت با دستگیره D شکل متصل است. برای جابجایی مقادیر زیاد مواد سبک طراحی شده. مدل‌های اولیه کاملاً از چوب ساخته می‌شدند، معمولاً از یک تکه چوب.                      |
|       | بیل قاشقی                                     | دارای دسته‌ای بلند و تیغه‌ای کوچک، بیضی‌شکل، خمیده و شیب‌دار در انتها که برای حفاری سوراخ‌های عمیق و باریک یا بیرون آوردن مواد از سطوح پایین‌تر (مثلاً از داخل مخزن) استفاده می‌شود. نام آن به دلیل شباهتش به قاشق است.                              |
|       | بیل بام‌سازی                                   | ابزاری تخصصی برای اهرم‌کردن که از بیل‌های کج‌بیل و چنگک‌ها تکامل یافته تا برای جدا کردن سقف شینگل و لایه‌های زیرین آن در تعمیرات سقف به کار رود.                                                                                                  |
|       | بیل مربعی                                     | دسته‌ای کلی از بیل‌ها که دارای شکلی کلی مربع‌مانند هستند (در مقایسه با بسیاری از بیل‌های نوک‌تیز مانند بیلچه). |
|       | اسکوپ                                         | دسته‌ای کلی از بیل‌ها که دارای تیغه‌ای گود یا مقعر و معمولاً با لبه‌ای نسبتاً صاف هستند و برای جمع‌آوری مواد سست طراحی شده‌اند. |
|       | بیل زهکشی بیل باریک بیل کانال‌کنی بیلچه کانالی | معمولاً دارای تیغه‌ای بلند و باریک با لبه‌های جانبی برجسته و عمود است. برای کندن کانال یا ترانشه استفاده می‌شود. |